# Metriopelma variegata
Metriopelma variegata é uma espécie de aranha pertencente à família Theraphosidae (tarântulas).